# San Giovanni Evangelista a Spinaceto (titolo cardinalizio)
San Giovanni Evangelista a Spinaceto (in latino: Titulus Sancti Ioannis Evangelistæ in Spinaceto) è un titolo cardinalizio istituito da papa Giovanni Paolo II il 25 maggio 1985. Il titolo insiste sulla chiesa di San Giovanni Evangelista a Spinaceto, dal 1969 sede parrocchiale.
Dal 5 ottobre 2019 il titolare è il cardinale Álvaro Leonel Ramazzini Imeri, vescovo di Huehuetenango.

## Titolari
- Miguel Obando Bravo, S.D.B. (25 maggio 1985 - 3 giugno 2018)
- Álvaro Leonel Ramazzini Imeri, dal 5 ottobre 2019